# CR Vasco da Gama
Club de Regatas Vasco da Gama är en brasiliansk fotbollsklubb från Rio de Janeiro, uppkallad efter den portugisiske upptäckaren Vasco da Gama. Klubben bildades som en roddklubb den 21 augusti 1898. Fotbollslaget bildades den 5 november 1915. Vasco da Gamas hemmaarena heter São Januário, även om en del hemmamatcher spelas på Maracanã. Laget spelar i vita tröjor med ett svart diagonalt band samt vita byxor och strumpor. Vasco da Gama har blivit brasilianska mästare fyra gånger (1974, 1989, 1997 och 2000) och vunnit Copa Libertadores en gång (1998).

## Kända spelare
- Richard
- Bellini
- Edmundo
- Orlando
- Roberto Dinamite
- Romário
- Vavá
- Roberto Assis
- Juninho Paulista
- Juninho Pernambucano
- Philippe Coutinho
- Douglas Luiz